# Dichagyris anastasia
Dichagyris anastasia là một loài bướm đêm thuộc họ Noctuidae. Nó được tìm thấy ở miền đông Thổ Nhĩ Kỳ, Iraq, Iran và Israel.
Con trưởng thành bay từ tháng 8 đến tháng 11. Có một lứa một năm.